# Eurostar Italia

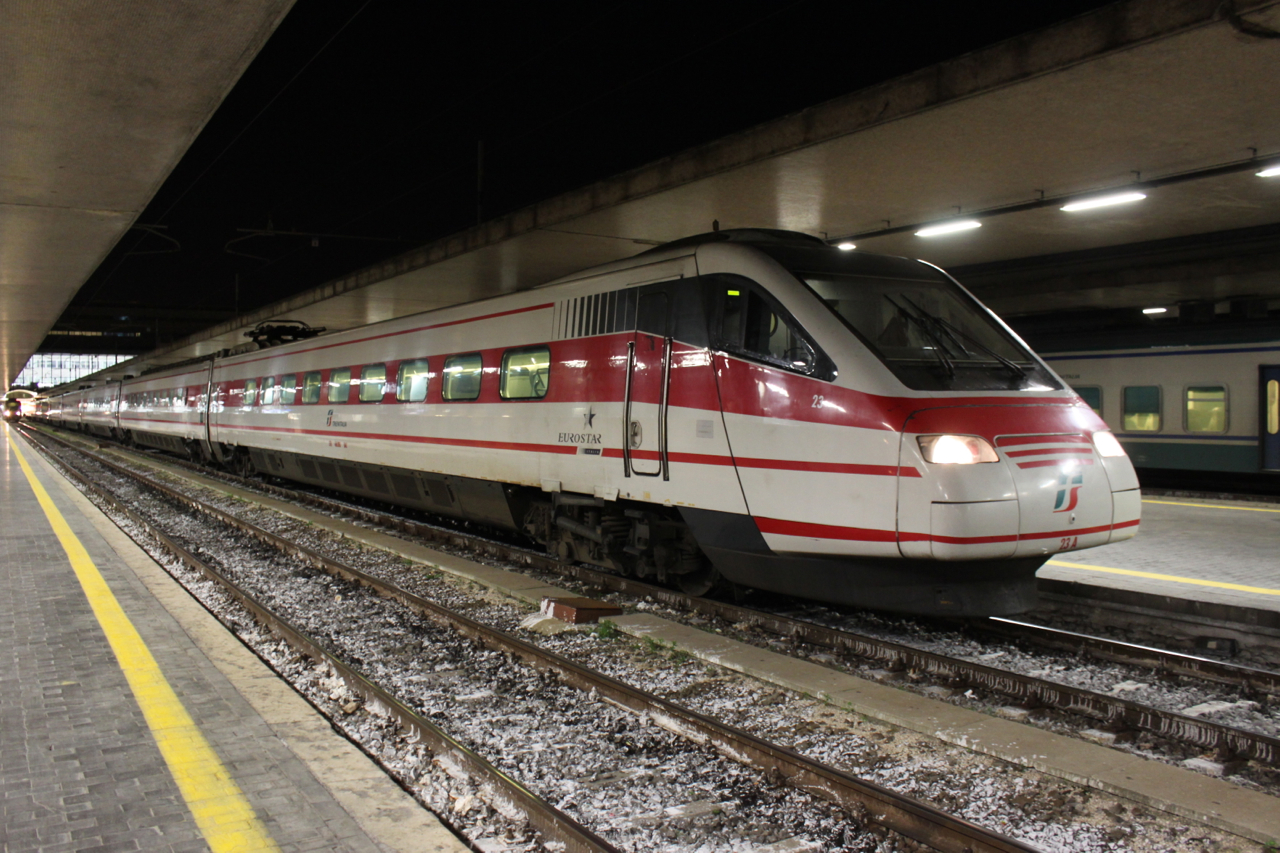
Un fost set de trenuri ETR 460 Eurostar Italia

Eurostar Italia a fost numele dat trenurilor de mare viteză operate de Trenitalia în Italia. Marca a fost întreruptă și înlocuită cu Le Frecce în decembrie 2012.

## Istoric
Categoria Eurostar, introdusă în 1997, a înlocuit trenurile Pendolino și a fost întotdeauna pentru ruta care leagă Milano de Roma și extinderile sale. Din 2006, odată cu deschiderea liniilor de mare viteză, categoria a scăzut treptat în mai multe subcategorii, iar originalul a redus treptat.
În iunie 2012, categoria Eurostar a fost împărțită în diferite subcategorii, indicând diverse servicii de mare viteză. Noile categorii create au fost Frecciarossa pentru cele mai rapide trenuri (300 km/h (190 mph)), Frecciargento pentru următoarea categorie de trenuri (250 km/h (160 mph)) și Frecciabianca (200 km/h (120 mph)). Ultimele servicii Eurostar care leagă Roma de Ravenna și Reggio Calabria au funcționat până în decembrie 2012.
Numele Eurostar a fost utilizat sub licență de la Iveco, care deține marca comercială și a folosit numele pentru unul dintre camioanele lor. În ciuda numelui identic, nu există nicio legătură între acest serviciu și serviciul feroviar Eurostar care trece prin Tunelul Canalului Mânecii.

## Servicii
Diverse categorii utilizate până în iunie 2012 au fost:
- Eurostar Alta Velocità Frecciarossa (Torino-Milano-Florența-Roma-Napoli), acum numai Frecciarossa
- Eurostar Alta Velocità Frecciargento (Rome-Venice, Rome-Reggio Calabria, Rome-Lecce), acum numai Frecciargento
- Eurostar City Italia Frecciabianca, acum numai Frecciabianca
- Eurostar Italia Business, întrerupt după deschiderea liniei de mare viteză Milano-Roma
- Eurostar Italia Alta Velocità Fast, acum inclus în Frecciarossa și Frecciargento
- Eurostar Italia Fast, acum inclus în Frecciarossa și Frecciargento

## Trenurile
- ETR 460 (serviciul Eurostar).